# 黄副叶鰕虎鱼
黄副叶鰕虎鱼（学名：Paragobiodon xanthosomus）为鰕虎鱼科副叶鰕虎鱼属的鱼类。分布于印度尼西亚、北至菲律宾、东南至太平洋中部萨摩亚群岛以及西沙群岛等，属于暖水性沿岸鱼类。其主要栖息于珊瑚丛中。